# Усть-Алейка
Усть-Але́йка (рос. Усть-Алейка) — село у складі Калманського району Алтайського краю, Росія. Адміністративний центр та єдиний населений пункт Усть-Алейської сільської ради.

## Населення
Населення — 537 осіб (2010; 674 у 2002).
Національний склад (станом на 2002 рік):
- росіяни — 94 %